# Matti, Davanagere
Matti là một làng thuộc tehsil Davanagere, huyện Davanagere, bang Karnataka, Ấn Độ.